# Ylla

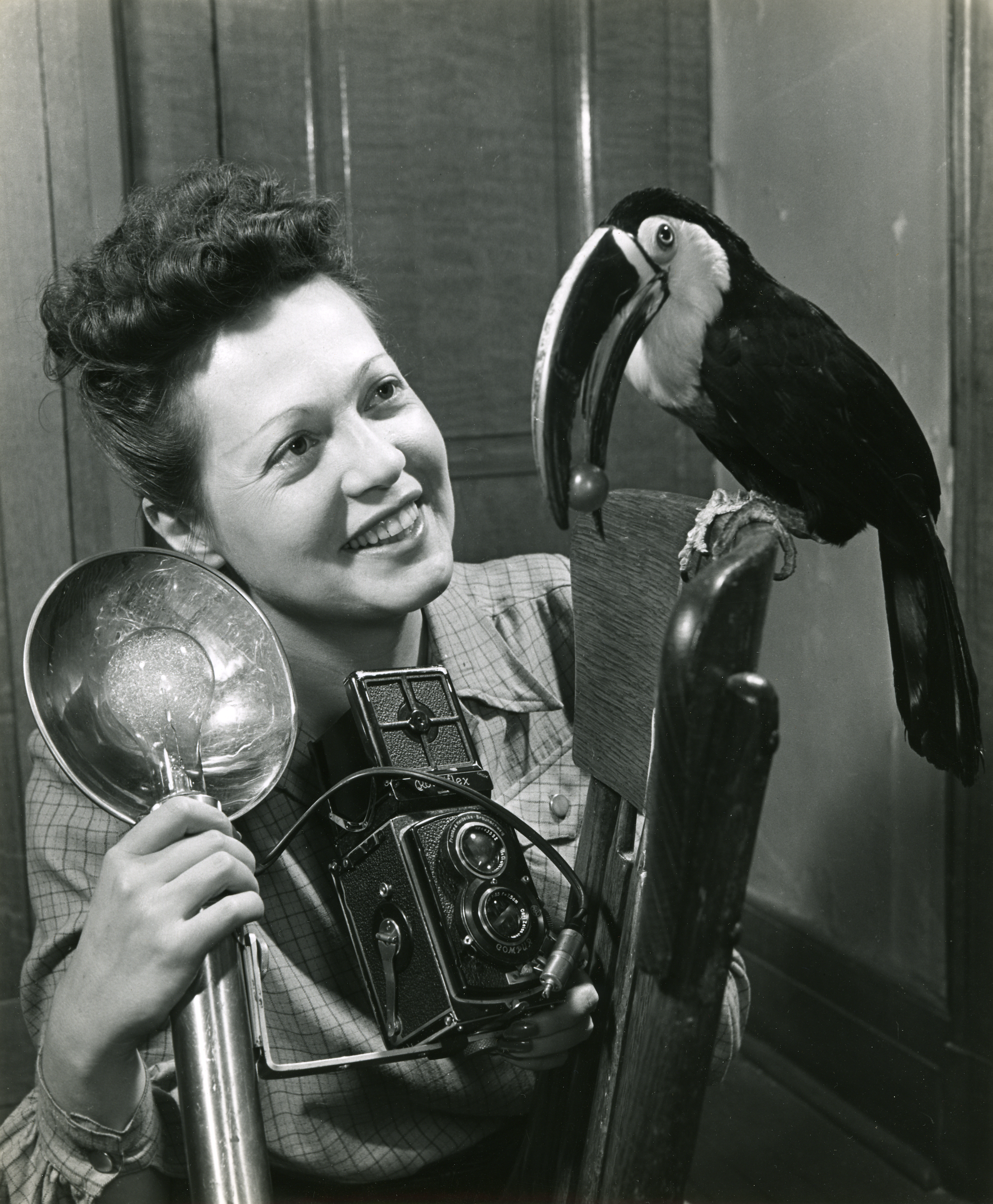
Ylla beim Fotografieren eines Tukan, um 1946

Ylla (bürgerlich Camilla Koffler; * 16. August 1911 in Wien; † 30. März 1955 in Bharatpur) war eine ungarische Fotografin, die auf Tierfotografie spezialisiert war. Zum Zeitpunkt ihres Todes galt sie nach Aussage der New York Times „als kompetenteste Tierfotografin der Welt“.

## Leben
Camilla Koffler wurde in Wien als Tochter einer serbischen Mutter und eines rumänischen Vaters geboren, die beide die ungarische Nationalität besaßen. Ab dem Alter von acht Jahren besuchte sie ein deutsches Internat in Budapest. 1925 zog sie zu ihrer Mutter nach Belgrad, wo sie bei dem italienisch-jugoslawischen Bildhauer Petar Pallavicini an der Kunstakademie Bildhauerei studierte. Als sie herausfand, dass ihr Vorname Camilla auf Serbisch Kamel bedeutet, änderte sie diesen in Ylla.
1929 erhielt Ylla einen Auftrag über ein Flachrelief für ein Kino in Belgrad. 1931 zog sie nach Paris, wo sie an der Académie Colarossi Bildhauerei studierte, und sie arbeitete als Foto-Retuscheurin und Assistentin der französisch-ungarischen Fotografin Ergy Landau. Im Jahr darauf begann sie, Tiere zu fotografieren. Ihre Arbeiten wurden in der Galerie de La Pléiade ausgestellt, und sie eröffnete ein eigenes Atelier für Tierfotografien. 1933 wurde sie dem Chef der renommierten Fotoagentur Rado, Charles Rado, empfohlen, der ebenfalls Ungar war. Für Julian Huxley machte sie 1938 die Fotografien für dessen Buch Animal Language.
Als Jüdin floh sie 1941 in die USA; ermöglicht wurde ihr das vom New Yorker Museum of Modern Art, das ihr ein Visum besorgte. Ihre Fotos erschienen unter anderem in Life, Look und Sports Illustrated. 1952 reiste sie erstmals nach Afrika und 1954 nach Indien. Zwischen 1944 und 1954 veröffentlichte sie zehn Bücher, darunter auch welche für Kinder (am bekanntesten sind The Sleepy Little Lion und Two Little Bears, die in mehrere Sprachen übersetzt wurden). Ende 1954 reiste sie auf Einladung des Maharadschas von Mysore nach Indien. Dort stürzte sie beim Fotografieren eines Ochsenrennens in Bathapur von einem Jeep und erlag kurz darauf ihren Verletzungen. Die postum 1956 und 1964 mit ihren Fotos illustrierten Bücher The Little Elephant und I'll Show You Cats wählte die New York Times zu den bestillustrierten Kinderbüchern.
Der englische Biologe Julian Huxley sagte über Ylla:

“She is, I think, the outstanding animal photographer. She is outstanding in being able to seize in her pictures some essential quality of her subjects, which more orthodox photographers are apt to miss in their desire for so-called realistic and complete representation.”

„Ich glaube, sie ist die hervorragende Tierfotografin. Sie ist hervorragend in ihrer Fähigkeit, den Themen ihrer Bilder eine wesentliche Qualität zu verleihen, was konventionellere Fotografen in ihrem Wunsch nach sogenannter Realität und vollständiger Wiedergabe vermissen lassen.“

Charles Rado schrieb:

“[Ylla was] one of the most skilled and dedicated photographers of animals. They were her life, she loved them all. […] She was wonderfully alive, amusing, fond of travel and people, and she loved her work because she loved and understood animals. Her books, in particular, gave her much satisfaction. She worked on them with infinite patience, supervising their design and printing. Animals (1951) won a prize as one of the most beautiful books of the year. […] She contributed to practically every illustrated magazine here and in Europe. […] The thrill of observing and photographing wild animals in their natural habitat was a new and exciting experience to Ylla; she would never again be content with photographing zoo animals.”

„[Ylla war] eine der begabtesten und engagiertesten Fotografinnen von Tieren. Sie waren ihr Leben, sie liebte sie alle. […] Sie war wunderbar lebendig, unterhaltsam, liebte das Reisen und die Menschen, und sie liebte ihre Arbeit, weil sie Tiere liebte und verstand. Besonders ihre Bücher verschafften ihr viel Befriedigung. Sie stellte sie mit unendlicher Geduld fertig, überwachte ihre Gestaltung und ihren Druck. Animals (1951) gewann einen Preis als eins der schönsten Bücher des Jahres. […] Sie arbeitete eigentlich für jedes illustrierte Magazin hier und in Europa. […] Der Nervenkitzel bei der Beobachtung und dem Fotografieren wilder Tiere in ihrer natürlichen Umgebung war eine neue und aufregende Erfahrung für Ylla; sie wäre niemals mehr damit zufrieden gewesen sein, Zootiere zu fotografieren.“

## Ylla undHatari!
Yllas Leben als Tierfotografin inspirierte den Regisseur Howard Hawks seine Drehbuchautorin Leigh Brackett zu beauftragen, in seinen 1962 herausgebrachten Film Hatari! eine Rolle einzubauen, die auf Yllas Person basierte. Hawks sagte: „We took that part of the story from a real character, a German girl. She was the best animal photographer in the world.“ Die Fotografin heißt im Film Anna Maria „Dallas“ D’Alessandro und arbeitet für Zoos, gespielt wurde sie von Elsa Martinelli.

## Publikationen (Auswahl)
- 1937 Chiens par Ylla/Ylla's Dog Fancies. Text: Jules Supervielle. Paris, Editions OET
- 1937 Chats par Ylla. Text: Paul Léautaud, Paris, Editions OET. Deutsch: Katzen von Ylla. Text: Sven Fleuron. Hamburg 1960
- 1938 Animal Language. Text: Julian Huxley (mit Aufnahmen von Tierrufen). London, Country Life Press
- 1944 They All Saw It. Text: Margaret Wise Brown. New York, Harper & Brothers
- 1947 The Sleepy Little Lion. Text: Margaret Wise Brown. New York, Harper & Brothers
- 1947 Le Petit Lion. Text: Jacques Prévert. Paris, Arts et Métiers Graphiques
- 1950 Der kleine Löwe. Text von Jacques Prévert. Ins Deutsche übertragen von Hanno Helbling. Zürich, Fretz & Wasmuth
- 1950 Tico-Tico, Text: Niccolo Tucci. New York, Harper & Brothers
- 1950 Hunde. Ein Bildbuch mit 90 photographischen Aufnahmen. Text: Rudolf Riedtmann. Wegener
- 1950 O Said the Squirrel. Text: Margaret Wise Brown. London, Harvill Press
- 1950 Des Bêtes ... Text: Jacques Prévert. Lausanne, Edition Jean Marguerat; Paris, Libraire Gallimard
- 1950 Animals. Text: Julian Huxley. New York, Hastings House. Beasts, London, Harvill Press 1951
- 1950 Von den Tieren. Ein Photo-Bilderbuch. Einleitung Gustav Renker. Lausanne, Marguerat 1950
- 1952 The Duck. Text: Margaret Wise Brown. New York, Harper & Brothers; London, Harvill Press
- 1953 Animals in Africa, Text: L.S.B. Leakey. New York, Harper & Brothers; London, Harvill Press; Paris: Delpire/Revue Neuf; Deutsch: Text: Christian Wegner. Deutsch: Auf freier Wildbahn in Afrika. Hamburg 1953
- 1954 Two Little Bears. Text: Ylla. = Deux petits ours. Text: Paulette Falconnet. Brüssel; Amsterdam, Elsevier. = Zwei kleine Bären. Text: Hans-Georg Lenzen
- 1958 Animals in India. Lausanne, La Guilde du Livre/Clairefontaine; New York, Harper & Brothers (postum)
- 1959 Tiermütter und Tierkinder. Text: Anja Hegemann. Diederichs
- 1961 Der kleine Elefant. Text: Johannes Piron